# 西蒙·迪基
西蒙·迪基（英語：Simon Dickie，1951年3月31日—2017年12月13日），新西兰男子赛艇运动员。他曾代表新西兰参加1968年、1972年和1976年夏季奥林匹克运动会赛艇比赛，获得二枚金牌和一枚铜牌。